# Illja Kovalenko
Illja Oleksandrovyč Kovalenko (in ucraino Ілля Олександрович Коваленко?; Kalančak, 20 marzo 1990) è un calciatore ucraino, centrocampista del Dinaz Vyšhorod.

## Carriera
Vanta più di 200 presenze nei vari livelli del campionato ucraino di calcio.